# Neuralthérapie
 (juillet 2014).
La neuralthérapie ou thérapie neurale est une médecine non conventionnelle et pseudoscientifique.

## Historique
La neuralthérapie fut théorisée dès 1925 en France par les docteurs Leriche et Fontaine, et en Allemagne par le docteur Ferdinand Hunecke qui est le véritable inventeur de la discipline en ayant poussé beaucoup plus loin ses recherches. Il découvre en voulant soigner une patiente qu'une injection de procaïne destinée à calmer une inflammation à l'épaule réactive une vieille cicatrice sur la jambe. Inversement, en faisant l'injection dans la cicatrice de la jambe, l'inflammation de l'épaule disparait. Il semble que certaines maladies peuvent être dues à une origine muette, comme par exemple une ancienne blessure, appelée dans le domaine « champ perturbateur ».

## Méthode
La neuralthérapie consiste en l'injection épidermique ou intradermique d’une faible quantité d’anesthésique local dérivé de la cocaïne, la procaïne, pour traiter des maladies aiguës ou chroniques. Le but est d'agir à distance sur le cerveau reptilien, le cerveau limbique et le néocortex en piquant localement à l'endroit problématique ou dans le "champ perturbateur". Il est intéressant de rappeler que la distinction entre ces trois cerveaux (reptilien, limbique et néomammélien) provient du modèle triunique de McLean abandonné depuis par les neuroscientifiques. La durée d'action de la procaïne est très courte : 20 minutes environ. Afin de découvrir l'origine cachée d'un mal, des injections tests peuvent être réalisées. Il s'agit d'injecter la procaïne à l'endroit douloureux, et si d'autres douleurs se manifestent, d'en injecter à ces endroits pour vérifier l'effet sur la douleur initiale.
La méthode allègue le traitement de diverses affections inflammatoires[réf. souhaitée] : migraine, mycose, cystite, eczéma, etc.  Elle serait « une médecine de régulation qui relance le processus d'autoguérison par le biais du système neurovégétatif. »
Néanmoins, malgré un petit nombre d'essais cliniques, la preuve de son efficacité n'a pas été apportée, et les concepts sur lesquels elle s'appuie n'ont pas de fondements scientifiques.